# 桑讷菲尤尔机场
桑讷菲尤尔机场（挪威語：Sandefjord lufthavn, Torp）是一个位于桑讷菲尤尔東北方約4海里的国际机场（7.4公里，4.6公里）。